# Sigle de trei litere de la IAA la LZZ
| Sigle de o literă                       |                               |
| Sigle de două litere                    |                               |
| Sigle de trei litere                    |                               |
| AAA → DZZ EAA → HZZ IAA → LZZ MAA → PZZ | QAA → TZZ UAA → XZZ YAA → ZZZ |
| Sigle de patru litere                   |                               |
| Sigle de cinci litere                   |                               |
| Sigle de șase litere                    |                               |

Această pagină conține tabele a tuturor combinațiilor literelor de la AAA la DZZ, aranjate strict alfabetic. Aceste combinații sunt de tipul [[{{literă}}{{literă}}{{literă}}]], reprezentând o sub-clasă a abrevierilor de trei litere.
Toate combinațiile se găsesc pe pagina care combină cele trei litere ca majuscule. Odată ce pagina va fi fost creată, alteminuscul minuscule se pot adăuga paginii.

## I
```
IAA
 
IAB
 
IAC
 
IAD
 
IAE
 
IAF
 
IAG
 
IAH
 
IAI
 
IAJ
 
IAK
 
IAL
 
IAM
 
IAN
 
IAO
 
IAP
 
IAQ
 
IAR
 
IAS
 
IAT
 
IAU
 
IAV
 
IAW
 
IAX
 
IAY
 
IAZ

IBA
 
IBB
 
IBC
 
IBD
 
IBE
 
IBF
 
IBG
 
IBH
 
IBI
 
IBJ
 
IBK
 
IBL
 
IBM
 
IBN
 
IBO
 
IBP
 
IBQ
 
IBR
 
IBS
 
IBT
 
IBU
 
IBV
 
IBW
 
IBX
 
IBY
 
IBZ

ICA
 
ICB
 
ICC
 
ICD
 
ICE
 
ICF
 
ICG
 
ICH
 
ICI
 
ICJ
 
ICK
 
ICL
 
ICM
 
ICN
 
ICO
 
ICP
 
ICQ
 
ICR
 
ICS
 
ICT
 
ICU
 
ICV
 
ICW
 
ICX
 
ICY
 
ICZ

IDA
 
IDB
 
IDC
 
IDD
 
IDE
 
IDF
 
IDG
 
IDH
 
IDI
 
IDJ
 
IDK
 
IDL
 
IDM
 
IDN
 
IDO
 
IDP
 
IDQ
 
IDR
 
IDS
 
IDT
 
IDU
 
IDV
 
IDW
 
IDX
 
IDY
 
IDZ

IEA
 
IEB
 
IEC
 
IED
 
IEE
 
IEF
 
IEG
 
IEH
 
IEI
 
IEJ
 
IEK
 
IEL
 
IEM
 
IEN
 
IEO
 
IEP
 
IEQ
 
IER
 
IES
 
IET
 
IEU
 
IEV
 
IEW
 
IEX
 
IEY
 
IEZ

IFA
 
IFB
 
IFC
 
IFD
 
IFE
 
IFF
 
IFG
 
IFH
 
IFI
 
IFJ
 
IFK
 
IFL
 
IFM
 
IFN
 
IFO
 
IFP
 
IFQ
 
IFR
 
IFS
 
IFT
 
IFU
 
IFV
 
IFW
 
IFX
 
IFY
 
IFZ

IGA
 
IGB
 
IGC
 
IGD
 
IGE
 
IGF
 
IGG
 
IGH
 
IGI
 
IGJ
 
IGK
 
IGL
 
IGM
 
IGN
 
IGO
 
IGP
 
IGQ
 
IGR
 
IGS
 
IGT
 
IGU
 
IGV
 
IGW
 
IGX
 
IGY
 
IGZ

IHA
 
IHB
 
IHC
 
IHD
 
IHE
 
IHF
 
IHG
 
IHH
 
IHI
 
IHJ
 
IHK
 
IHL
 
IHM
 
IHN
 
IHO
 
IHP
 
IHQ
 
IHR
 
IHS
 
IHT
 
IHU
 
IHV
 
IHW
 
IHX
 
IHY
 
IHZ

IIA
 
IIB
 
IIC
 
IID
 
IIE
 
IIF
 
IIG
 
IIH
 
III
 
IIJ
 
IIK
 
IIL
 
IIM
 
IIN
 
IIO
 
IIP
 
IIQ
 
IIR
 
IIS
 
IIT
 
IIU
 
IIV
 
IIW
 
IIX
 
IIY
 
IIZ

IJA
 
IJB
 
IJC
 
IJD
 
IJE
 
IJF
 
IJG
 
IJH
 
IJI
 
IJJ
 
IJK
 
IJL
 
IJM
 
IJN
 
IJO
 
IJP
 
IJQ
 
IJR
 
IJS
 
IJT
 
IJU
 
IJV
 
IJW
 
IJX
 
IJY
 
IJZ

IKA
 
IKB
 
IKC
 
IKD
 
IKE
 
IKF
 
IKG
 
IKH
 
IKI
 
IKJ
 
IKK
 
IKL
 
IKM
 
IKN
 
IKO
 
IKP
 
IKQ
 
IKR
 
IKS
 
IKT
 
IKU
 
IKV
 
IKW
 
IKX
 
IKY
 
IKZ

ILA
 
ILB
 
ILC
 
ILD
 
ILE
 
ILF
 
ILG
 
ILH
 
ILI
 
ILJ
 
ILK
 
ILL
 
ILM
 
ILN
 
ILO
 
ILP
 
ILQ
 
ILR
 
ILS
 
ILT
 
ILU
 
ILV
 
ILW
 
ILX
 
ILY
 
ILZ

IMA
 
IMB
 
IMC
 
IMD
 
IME
 
IMF
 
IMG
 
IMH
 
IMI
 
IMJ
 
IMK
 
IML
 
IMM
 
IMN
 
IMO
 
IMP
 
IMQ
 
IMR
 
IMS
 
IMT
 
IMU
 
IMV
 
IMW
 
IMX
 
IMY
 
IMZ

INA
 
INB
 
INC
 
IND
 
INE
 
INF
 
ING
 
INH
 
INI
 
INJ
 
INK
 
INL
 
INM
 
INN
 
INO
 
INP
 
INQ
 
INR
 
INS
 
INT
 
INU
 
INV
 
INW
 
INX
 
INY
 
INZ

IOA
 
IOB
 
IOC
 
IOD
 
IOE
 
IOF
 
IOG
 
IOH
 
IOI
 
IOJ
 
IOK
 
IOL
 
IOM
 
ION
 
IOO
 
IOP
 
IOQ
 
IOR
 
IOS
 
IOT
 
IOU
 
IOV
 
IOW
 
IOX
 
IOY
 
IOZ

IPA
 
IPB
 
IPC
 
IPD
 
IPE
 
IPF
 
IPG
 
IPH
 
IPI
 
IPJ
 
IPK
 
IPL
 
IPM
 
IPN
 
IPO
 
IPP
 
IPQ
 
IPR
 
IPS
 
IPT
 
IPU
 
IPV
 
IPW
 
IPX
 
IPY
 
IPZ

IQA
 
IQB
 
IQC
 
IQD
 
IQE
 
IQF
 
IQG
 
IQH
 
IQI
 
IQJ
 
IQK
 
IQL
 
IQM
 
IQN
 
IQO
 
IQP
 
IQQ
 
IQR
 
IQS
 
IQT
 
IQU
 
IQV
 
IQW
 
IQX
 
IQY
 
IQZ

IRA
 
IRB
 
IRC
 
IRD
 
IRE
 
IRF
 
IRG
 
IRH
 
IRI
 
IRJ
 
IRK
 
IRL
 
IRM
 
IRN
 
IRO
 
IRP
 
IRQ
 
IRR
 
IRS
 
IRT
 
IRU
 
IRV
 
IRW
 
IRX
 
IRY
 
IRZ

ISA
 
ISB
 
ISC
 
ISD
 
ISE
 
ISF
 
ISG
 
ISH
 
ISI
 
ISJ
 
ISK
 
ISL
 
ISM
 
ISN
 
ISO
 
ISP
 
ISQ
 
ISR
 
ISS
 
IST
 
ISU
 
ISV
 
ISW
 
ISX
 
ISY
 
ISZ

ITA
 
ITB
 
ITC
 
ITD
 
ITE
 
ITF
 
ITG
 
ITH
 
ITI
 
ITJ
 
ITK
 
ITL
 
ITM
 
ITN
 
ITO
 
ITP
 
ITQ
 
ITR
 
ITS
 
ITT
 
ITU
 
ITV
 
ITW
 
ITX
 
ITY
 
ITZ

IUA
 
IUB
 
IUC
 
IUD
 
IUE
 
IUF
 
IUG
 
IUH
 
IUI
 
IUJ
 
IUK
 
IUL
 
IUM
 
IUN
 
IUO
 
IUP
 
IUQ
 
IUR
 
IUS
 
IUT
 
IUU
 
IUV
 
IUW
 
IUX
 
IUY
 
IUZ

IVA
 
IVB
 
IVC
 
IVD
 
IVE
 
IVF
 
IVG
 
IVH
 
IVI
 
IVJ
 
IVK
 
IVL
 
IVM
 
IVN
 
IVO
 
IVP
 
IVQ
 
IVR
 
IVS
 
IVT
 
IVU
 
IVV
 
IVW
 
IVX
 
IVY
 
IVZ

IWA
 
IWB
 
IWC
 
IWD
 
IWE
 
IWF
 
IWG
 
IWH
 
IWI
 
IWJ
 
IWK
 
IWL
 
IWM
 
IWN
 
IWO
 
IWP
 
IWQ
 
IWR
 
IWS
 
IWT
 
IWU
 
IWV
 
IWW
 
IWX
 
IWY
 
IWZ

IXA
 
IXB
 
IXC
 
IXD
 
IXE
 
IXF
 
IXG
 
IXH
 
IXI
 
IXJ
 
IXK
 
IXL
 
IXM
 
IXN
 
IXO
 
IXP
 
IXQ
 
IXR
 
IXS
 
IXT
 
IXU
 
IXV
 
IXW
 
IXX
 
IXY
 
IXZ

IYA
 
IYB
 
IYC
 
IYD
 
IYE
 
IYF
 
IYG
 
IYH
 
IYI
 
IYJ
 
IYK
 
IYL
 
IYM
 
IYN
 
IYO
 
IYP
 
IYQ
 
IYR
 
IYS
 
IYT
 
IYU
 
IYV
 
IYW
 
IYX
 
IYY
 
IYZ

IZA
 
IZB
 
IZC
 
IZD
 
IZE
 
IZF
 
IZG
 
IZH
 
IZI
 
IZJ
 
IZK
 
IZL
 
IZM
 
IZN
 
IZO
 
IZP
 
IZQ
 
IZR
 
IZS
 
IZT
 
IZU
 
IZV
 
IZW
 
IZX
 
IZY
 
IZZ
```

| Cuprins : | Sus - I J K L | - Jos |

## J
```
JAA
 
JAB
 
JAC
 
JAD
 
JAE
 
JAF
 
JAG
 
JAH
 
JAI
 
JAJ
 
JAK
 
JAL
 
JAM
 
JAN
 
JAO
 
JAP
 
JAQ
 
JAR
 
JAS
 
JAT
 
JAU
 
JAV
 
JAW
 
JAX
 
JAY
 
JAZ

JBA
 
JBB
 
JBC
 
JBD
 
JBE
 
JBF
 
JBG
 
JBH
 
JBI
 
JBJ
 
JBK
 
JBL
 
JBM
 
JBN
 
JBO
 
JBP
 
JBQ
 
JBR
 
JBS
 
JBT
 
JBU
 
JBV
 
JBW
 
JBX
 
JBY
 
JBZ

JCA
 
JCB
 
JCC
 
JCD
 
JCE
 
JCF
 
JCG
 
JCH
 
JCI
 
JCJ
 
JCK
 
JCL
 
JCM
 
JCN
 
JCO
 
JCP
 
JCQ
 
JCR
 
JCS
 
JCT
 
JCU
 
JCV
 
JCW
 
JCX
 
JCY
 
JCZ

JDA
 
JDB
 
JDC
 
JDD
 
JDE
 
JDF
 
JDG
 
JDH
 
JDI
 
JDJ
 
JDK
 
JDL
 
JDM
 
JDN
 
JDO
 
JDP
 
JDQ
 
JDR
 
JDS
 
JDT
 
JDU
 
JDV
 
JDW
 
JDX
 
JDY
 
JDZ

JEA
 
JEB
 
JEC
 
JED
 
JEE
 
JEF
 
JEG
 
JEH
 
JEI
 
JEJ
 
JEK
 
JEL
 
JEM
 
JEN
 
JEO
 
JEP
 
JEQ
 
JER
 
JES
 
JET
 
JEU
 
JEV
 
JEW
 
JEX
 
JEY
 
JEZ

JFA
 
JFB
 
JFC
 
JFD
 
JFE
 
JFF
 
JFG
 
JFH
 
JFI
 
JFJ
 
JFK
 
JFL
 
JFM
 
JFN
 
JFO
 
JFP
 
JFQ
 
JFR
 
JFS
 
JFT
 
JFU
 
JFV
 
JFW
 
JFX
 
JFY
 
JFZ

JGA
 
JGB
 
JGC
 
JGD
 
JGE
 
JGF
 
JGG
 
JGH
 
JGI
 
JGJ
 
JGK
 
JGL
 
JGM
 
JGN
 
JGO
 
JGP
 
JGQ
 
JGR
 
JGS
 
JGT
 
JGU
 
JGV
 
JGW
 
JGX
 
JGY
 
JGZ

JHA
 
JHB
 
JHC
 
JHD
 
JHE
 
JHF
 
JHG
 
JHH
 
JHI
 
JHJ
 
JHK
 
JHL
 
JHM
 
JHN
 
JHO
 
JHP
 
JHQ
 
JHR
 
JHS
 
JHT
 
JHU
 
JHV
 
JHW
 
JHX
 
JHY
 
JHZ

JIA
 
JIB
 
JIC
 
JID
 
JIE
 
JIF
 
JIG
 
JIH
 
JII
 
JIJ
 
JIK
 
JIL
 
JIM
 
JIN
 
JIO
 
JIP
 
JIQ
 
JIR
 
JIS
 
JIT
 
JIU
 
JIV
 
JIW
 
JIX
 
JIY
 
JIZ

JJA
 
JJB
 
JJC
 
JJD
 
JJE
 
JJF
 
JJG
 
JJH
 
JJI
 
JJJ
 
JJK
 
JJL
 
JJM
 
JJN
 
JJO
 
JJP
 
JJQ
 
JJR
 
JJS
 
JJT
 
JJU
 
JJV
 
JJW
 
JJX
 
JJY
 
JJZ

JKA
 
JKB
 
JKC
 
JKD
 
JKE
 
JKF
 
JKG
 
JKH
 
JKI
 
JKJ
 
JKK
 
JKL
 
JKM
 
JKN
 
JKO
 
JKP
 
JKQ
 
JKR
 
JKS
 
JKT
 
JKU
 
JKV
 
JKW
 
JKX
 
JKY
 
JKZ

JLA
 
JLB
 
JLC
 
JLD
 
JLE
 
JLF
 
JLG
 
JLH
 
JLI
 
JLJ
 
JLK
 
JLL
 
JLM
 
JLN
 
JLO
 
JLP
 
JLQ
 
JLR
 
JLS
 
JLT
 
JLU
 
JLV
 
JLW
 
JLX
 
JLY
 
JLZ

JMA
 
JMB
 
JMC
 
JMD
 
JME
 
JMF
 
JMG
 
JMH
 
JMI
 
JMJ
 
JMK
 
JML
 
JMM
 
JMN
 
JMO
 
JMP
 
JMQ
 
JMR
 
JMS
 
JMT
 
JMU
 
JMV
 
JMW
 
JMX
 
JMY
 
JMZ

JNA
 
JNB
 
JNC
 
JND
 
JNE
 
JNF
 
JNG
 
JNH
 
JNI
 
JNJ
 
JNK
 
JNL
 
JNM
 
JNN
 
JNO
 
JNP
 
JNQ
 
JNR
 
JNS
 
JNT
 
JNU
 
JNV
 
JNW
 
JNX
 
JNY
 
JNZ

JOA
 
JOB
 
JOC
 
JOD
 
JOE
 
JOF
 
JOG
 
JOH
 
JOI
 
JOJ
 
JOK
 
JOL
 
JOM
 
JON
 
JOO
 
JOP
 
JOQ
 
JOR
 
JOS
 
JOT
 
JOU
 
JOV
 
JOW
 
JOX
 
JOY
 
JOZ

JPA
 
JPB
 
JPC
 
JPD
 
JPE
 
JPF
 
JPG
 
JPH
 
JPI
 
JPJ
 
JPK
 
JPL
 
JPM
 
JPN
 
JPO
 
JPP
 
JPQ
 
JPR
 
JPS
 
JPT
 
JPU
 
JPV
 
JPW
 
JPX
 
JPY
 
JPZ

JQA
 
JQB
 
JQC
 
JQD
 
JQE
 
JQF
 
JQG
 
JQH
 
JQI
 
JQJ
 
JQK
 
JQL
 
JQM
 
JQN
 
JQO
 
JQP
 
JQQ
 
JQR
 
JQS
 
JQT
 
JQU
 
JQV
 
JQW
 
JQX
 
JQY
 
JQZ

JRA
 
JRB
 
JRC
 
JRD
 
JRE
 
JRF
 
JRG
 
JRH
 
JRI
 
JRJ
 
JRK
 
JRL
 
JRM
 
JRN
 
JRO
 
JRP
 
JRQ
 
JRR
 
JRS
 
JRT
 
JRU
 
JRV
 
JRW
 
JRX
 
JRY
 
JRZ

JSA
 
JSB
 
JSC
 
JSD
 
JSE
 
JSF
 
JSG
 
JSH
 
JSI
 
JSJ
 
JSK
 
JSL
 
JSM
 
JSN
 
JSO
 
JSP
 
JSQ
 
JSR
 
JSS
 
JST
 
JSU
 
JSV
 
JSW
 
JSX
 
JSY
 
JSZ

JTA
 
JTB
 
JTC
 
JTD
 
JTE
 
JTF
 
JTG
 
JTH
 
JTI
 
JTJ
 
JTK
 
JTL
 
JTM
 
JTN
 
JTO
 
JTP
 
JTQ
 
JTR
 
JTS
 
JTT
 
JTU
 
JTV
 
JTW
 
JTX
 
JTY
 
JTZ

JUA
 
JUB
 
JUC
 
JUD
 
JUE
 
JUF
 
JUG
 
JUH
 
JUI
 
JUJ
 
JUK
 
JUL
 
JUM
 
JUN
 
JUO
 
JUP
 
JUQ
 
JUR
 
JUS
 
JUT
 
JUU
 
JUV
 
JUW
 
JUX
 
JUY
 
JUZ

JVA
 
JVB
 
JVC
 
JVD
 
JVE
 
JVF
 
JVG
 
JVH
 
JVI
 
JVJ
 
JVK
 
JVL
 
JVM
 
JVN
 
JVO
 
JVP
 
JVQ
 
JVR
 
JVS
 
JVT
 
JVU
 
JVV
 
JVW
 
JVX
 
JVY
 
JVZ

JWA
 
JWB
 
JWC
 
JWD
 
JWE
 
JWF
 
JWG
 
JWH
 
JWI
 
JWJ
 
JWK
 
JWL
 
JWM
 
JWN
 
JWO
 
JWP
 
JWQ
 
JWR
 
JWS
 
JWT
 
JWU
 
JWV
 
JWW
 
JWX
 
JWY
 
JWZ

JXA
 
JXB
 
JXC
 
JXD
 
JXE
 
JXF
 
JXG
 
JXH
 
JXI
 
JXJ
 
JXK
 
JXL
 
JXM
 
JXN
 
JXO
 
JXP
 
JXQ
 
JXR
 
JXS
 
JXT
 
JXU
 
JXV
 
JXW
 
JXX
 
JXY
 
JXZ

JYA
 
JYB
 
JYC
 
JYD
 
JYE
 
JYF
 
JYG
 
JYH
 
JYI
 
JYJ
 
JYK
 
JYL
 
JYM
 
JYN
 
JYO
 
JYP
 
JYQ
 
JYR
 
JYS
 
JYT
 
JYU
 
JYV
 
JYW
 
JYX
 
JYY
 
JYZ

JZA
 
JZB
 
JZC
 
JZD
 
JZE
 
JZF
 
JZG
 
JZH
 
JZI
 
JZJ
 
JZK
 
JZL
 
JZM
 
JZN
 
JZO
 
JZP
 
JZQ
 
JZR
 
JZS
 
JZT
 
JZU
 
JZV
 
JZW
 
JZX
 
JZY
 
JZZ
```

| Cuprins : | Sus - I J K L | - Jos |

## K
```
KAA
 
KAB
 
KAC
 
KAD
 
KAE
 
KAF
 
KAG
 
KAH
 
KAI
 
KAJ
 
KAK
 
KAL
 
KAM
 
KAN
 
KAO
 
KAP
 
KAQ
 
KAR
 
KAS
 
KAT
 
KAU
 
KAV
 
KAW
 
KAX
 
KAY
 
KAZ

KBA
 
KBB
 
KBC
 
KBD
 
KBE
 
KBF
 
KBG
 
KBH
 
KBI
 
KBJ
 
KBK
 
KBL
 
KBM
 
KBN
 
KBO
 
KBP
 
KBQ
 
KBR
 
KBS
 
KBT
 
KBU
 
KBV
 
KBW
 
KBX
 
KBY
 
KBZ

KCA
 
KCB
 
KCC
 
KCD
 
KCE
 
KCF
 
KCG
 
KCH
 
KCI
 
KCJ
 
KCK
 
KCL
 
KCM
 
KCN
 
KCO
 
KCP
 
KCQ
 
KCR
 
KCS
 
KCT
 
KCU
 
KCV
 
KCW
 
KCX
 
KCY
 
KCZ

KDA
 
KDB
 
KDC
 
KDD
 
KDE
 
KDF
 
KDG
 
KDH
 
KDI
 
KDJ
 
KDK
 
KDL
 
KDM
 
KDN
 
KDO
 
KDP
 
KDQ
 
KDR
 
KDS
 
KDT
 
KDU
 
KDV
 
KDW
 
KDX
 
KDY
 
KDZ

KEA
 
KEB
 
KEC
 
KED
 
KEE
 
KEF
 
KEG
 
KEH
 
KEI
 
KEJ
 
KEK
 
KEL
 
KEM
 
KEN
 
KEO
 
KEP
 
KEQ
 
KER
 
KES
 
KET
 
KEU
 
KEV
 
KEW
 
KEX
 
KEY
 
KEZ

KFA
 
KFB
 
KFC
 
KFD
 
KFE
 
KFF
 
KFG
 
KFH
 
KFI
 
KFJ
 
KFK
 
KFL
 
KFM
 
KFN
 
KFO
 
KFP
 
KFQ
 
KFR
 
KFS
 
KFT
 
KFU
 
KFV
 
KFW
 
KFX
 
KFY
 
KFZ

KGA
 
KGB
 
KGC
 
KGD
 
KGE
 
KGF
 
KGG
 
KGH
 
KGI
 
KGJ
 
KGK
 
KGL
 
KGM
 
KGN
 
KGO
 
KGP
 
KGQ
 
KGR
 
KGS
 
KGT
 
KGU
 
KGV
 
KGW
 
KGX
 
KGY
 
KGZ

KHA
 
KHB
 
KHC
 
KHD
 
KHE
 
KHF
 
KHG
 
KHH
 
KHI
 
KHJ
 
KHK
 
KHL
 
KHM
 
KHN
 
KHO
 
KHP
 
KHQ
 
KHR
 
KHS
 
KHT
 
KHU
 
KHV
 
KHW
 
KHX
 
KHY
 
KHZ

KIA
 
KIB
 
KIC
 
KID
 
KIE
 
KIF
 
KIG
 
KIH
 
KII
 
KIJ
 
KIK
 
KIL
 
KIM
 
KIN
 
KIO
 
KIP
 
KIQ
 
KIR
 
KIS
 
KIT
 
KIU
 
KIV
 
KIW
 
KIX
 
KIY
 
KIZ

KJA
 
KJB
 
KJC
 
KJD
 
KJE
 
KJF
 
KJG
 
KJH
 
KJI
 
KJJ
 
KJK
 
KJL
 
KJM
 
KJN
 
KJO
 
KJP
 
KJQ
 
KJR
 
KJS
 
KJT
 
KJU
 
KJV
 
KJW
 
KJX
 
KJY
 
KJZ

KKA
 
KKB
 
KKC
 
KKD
 
KKE
 
KKF
 
KKG
 
KKH
 
KKI
 
KKJ
 
KKK
 
KKL
 
KKM
 
KKN
 
KKO
 
KKP
 
KKQ
 
KKR
 
KKS
 
KKT
 
KKU
 
KKV
 
KKW
 
KKX
 
KKY
 
KKZ

KLA
 
KLB
 
KLC
 
KLD
 
KLE
 
KLF
 
KLG
 
KLH
 
KLI
 
KLJ
 
KLK
 
KLL
 
KLM
 
KLN
 
KLO
 
KLP
 
KLQ
 
KLR
 
KLS
 
KLT
 
KLU
 
KLV
 
KLW
 
KLX
 
KLY
 
KLZ

KMA
 
KMB
 
KMC
 
KMD
 
KME
 
KMF
 
KMG
 
KMH
 
KMI
 
KMJ
 
KMK
 
KML
 
KMM
 
KMN
 
KMO
 
KMP
 
KMQ
 
KMR
 
KMS
 
KMT
 
KMU
 
KMV
 
KMW
 
KMX
 
KMY
 
KMZ

KNA
 
KNB
 
KNC
 
KND
 
KNE
 
KNF
 
KNG
 
KNH
 
KNI
 
KNJ
 
KNK
 
KNL
 
KNM
 
KNN
 
KNO
 
KNP
 
KNQ
 
KNR
 
KNS
 
KNT
 
KNU
 
KNV
 
KNW
 
KNX
 
KNY
 
KNZ

KOA
 
KOB
 
KOC
 
KOD
 
KOE
 
KOF
 
KOG
 
KOH
 
KOI
 
KOJ
 
KOK
 
KOL
 
KOM
 
KON
 
KOO
 
KOP
 
KOQ
 
KOR
 
KOS
 
KOT
 
KOU
 
KOV
 
KOW
 
KOX
 
KOY
 
KOZ

KPA
 
KPB
 
KPC
 
KPD
 
KPE
 
KPF
 
KPG
 
KPH
 
KPI
 
KPJ
 
KPK
 
KPL
 
KPM
 
KPN
 
KPO
 
KPP
 
KPQ
 
KPR
 
KPS
 
KPT
 
KPU
 
KPV
 
KPW
 
KPX
 
KPY
 
KPZ

KQA
 
KQB
 
KQC
 
KQD
 
KQE
 
KQF
 
KQG
 
KQH
 
KQI
 
KQJ
 
KQK
 
KQL
 
KQM
 
KQN
 
KQO
 
KQP
 
KQQ
 
KQR
 
KQS
 
KQT
 
KQU
 
KQV
 
KQW
 
KQX
 
KQY
 
KQZ

KRA
 
KRB
 
KRC
 
KRD
 
KRE
 
KRF
 
KRG
 
KRH
 
KRI
 
KRJ
 
KRK
 
KRL
 
KRM
 
KRN
 
KRO
 
KRP
 
KRQ
 
KRR
 
KRS
 
KRT
 
KRU
 
KRV
 
KRW
 
KRX
 
KRY
 
KRZ

KSA
 
KSB
 
KSC
 
KSD
 
KSE
 
KSF
 
KSG
 
KSH
 
KSI
 
KSJ
 
KSK
 
KSL
 
KSM
 
KSN
 
KSO
 
KSP
 
KSQ
 
KSR
 
KSS
 
KST
 
KSU
 
KSV
 
KSW
 
KSX
 
KSY
 
KSZ

KTA
 
KTB
 
KTC
 
KTD
 
KTE
 
KTF
 
KTG
 
KTH
 
KTI
 
KTJ
 
KTK
 
KTL
 
KTM
 
KTN
 
KTO
 
KTP
 
KTQ
 
KTR
 
KTS
 
KTT
 
KTU
 
KTV
 
KTW
 
KTX
 
KTY
 
KTZ

KUA
 
KUB
 
KUC
 
KUD
 
KUE
 
KUF
 
KUG
 
KUH
 
KUI
 
KUJ
 
KUK
 
KUL
 
KUM
 
KUN
 
KUO
 
KUP
 
KUQ
 
KUR
 
KUS
 
KUT
 
KUU
 
KUV
 
KUW
 
KUX
 
KUY
 
KUZ

KVA
 
KVB
 
KVC
 
KVD
 
KVE
 
KVF
 
KVG
 
KVH
 
KVI
 
KVJ
 
KVK
 
KVL
 
KVM
 
KVN
 
KVO
 
KVP
 
KVQ
 
KVR
 
KVS
 
KVT
 
KVU
 
KVV
 
KVW
 
KVX
 
KVY
 
KVZ

KWA
 
KWB
 
KWC
 
KWD
 
KWE
 
KWF
 
KWG
 
KWH
 
KWI
 
KWJ
 
KWK
 
KWL
 
KWM
 
KWN
 
KWO
 
KWP
 
KWQ
 
KWR
 
KWS
 
KWT
 
KWU
 
KWV
 
KWW
 
KWX
 
KWY
 
KWZ

KXA
 
KXB
 
KXC
 
KXD
 
KXE
 
KXF
 
KXG
 
KXH
 
KXI
 
KXJ
 
KXK
 
KXL
 
KXM
 
KXN
 
KXO
 
KXP
 
KXQ
 
KXR
 
KXS
 
KXT
 
KXU
 
KXV
 
KXW
 
KXX
 
KXY
 
KXZ

KYA
 
KYB
 
KYC
 
KYD
 
KYE
 
KYF
 
KYG
 
KYH
 
KYI
 
KYJ
 
KYK
 
KYL
 
KYM
 
KYN
 
KYO
 
KYP
 
KYQ
 
KYR
 
KYS
 
KYT
 
KYU
 
KYV
 
KYW
 
KYX
 
KYY
 
KYZ

KZA
 
KZB
 
KZC
 
KZD
 
KZE
 
KZF
 
KZG
 
KZH
 
KZI
 
KZJ
 
KZK
 
KZL
 
KZM
 
KZN
 
KZO
 
KZP
 
KZQ
 
KZR
 
KZS
 
KZT
 
KZU
 
KZV
 
KZW
 
KZX
 
KZY
 
KZZ
```

| Cuprins : | Sus - I J K L | - Jos |

## L
```
LAA
 
LAB
 
LAC
 
LAD
 
LAE
 
LAF
 
LAG
 
LAH
 
LAI
 
LAJ
 
LAK
 
LAL
 
LAM
 
LAN
 
LAO
 
LAP
 
LAQ
 
LAR
 
LAS
 
LAT
 
LAU
 
LAV
 
LAW
 
LAX
 
LAY
 
LAZ

LBA
 
LBB
 
LBC
 
LBD
 
LBE
 
LBF
 
LBG
 
LBH
 
LBI
 
LBJ
 
LBK
 
LBL
 
LBM
 
LBN
 
LBO
 
LBP
 
LBQ
 
LBR
 
LBS
 
LBT
 
LBU
 
LBV
 
LBW
 
LBX
 
LBY
 
LBZ

LCA
 
LCB
 
LCC
 
LCD
 
LCE
 
LCF
 
LCG
 
LCH
 
LCI
 
LCJ
 
LCK
 
LCL
 
LCM
 
LCN
 
LCO
 
LCP
 
LCQ
 
LCR
 
LCS
 
LCT
 
LCU
 
LCV
 
LCW
 
LCX
 
LCY
 
LCZ

LDA
 
LDB
 
LDC
 
LDD
 
LDE
 
LDF
 
LDG
 
LDH
 
LDI
 
LDJ
 
LDK
 
LDL
 
LDM
 
LDN
 
LDO
 
LDP
 
LDQ
 
LDR
 
LDS
 
LDT
 
LDU
 
LDV
 
LDW
 
LDX
 
LDY
 
LDZ

LEA
 
LEB
 
LEC
 
LED
 
LEE
 
LEF
 
LEG
 
LEH
 
LEI
 
LEJ
 
LEK
 
LEL
 
LEM
 
LEN
 
LEO
 
LEP
 
LEQ
 
LER
 
LES
 
LET
 
LEU
 
LEV
 
LEW
 
LEX
 
LEY
 
LEZ

LFA
 
LFB
 
LFC
 
LFD
 
LFE
 
LFF
 
LFG
 
LFH
 
LFI
 
LFJ
 
LFK
 
LFL
 
LFM
 
LFN
 
LFO
 
LFP
 
LFQ
 
LFR
 
LFS
 
LFT
 
LFU
 
LFV
 
LFW
 
LFX
 
LFY
 
LFZ

LGA
 
LGB
 
LGC
 
LGD
 
LGE
 
LGF
 
LGG
 
LGH
 
LGI
 
LGJ
 
LGK
 
LGL
 
LGM
 
LGN
 
LGO
 
LGP
 
LGQ
 
LGR
 
LGS
 
LGT
 
LGU
 
LGV
 
LGW
 
LGX
 
LGY
 
LGZ

LHA
 
LHB
 
LHC
 
LHD
 
LHE
 
LHF
 
LHG
 
LHH
 
LHI
 
LHJ
 
LHK
 
LHL
 
LHM
 
LHN
 
LHO
 
LHP
 
LHQ
 
LHR
 
LHS
 
LHT
 
LHU
 
LHV
 
LHW
 
LHX
 
LHY
 
LHZ

LIA
 
LIB
 
LIC
 
LID
 
LIE
 
LIF
 
LIG
 
LIH
 
LII
 
LIJ
 
LIK
 
LIL
 
LIM
 
LIN
 
LIO
 
LIP
 
LIQ
 
LIR
 
LIS
 
LIT
 
LIU
 
LIV
 
LIW
 
LIX
 
LIY
 
LIZ

LJA
 
LJB
 
LJC
 
LJD
 
LJE
 
LJF
 
LJG
 
LJH
 
LJI
 
LJJ
 
LJK
 
LJL
 
LJM
 
LJN
 
LJO
 
LJP
 
LJQ
 
LJR
 
LJS
 
LJT
 
LJU
 
LJV
 
LJW
 
LJX
 
LJY
 
LJZ

LKA
 
LKB
 
LKC
 
LKD
 
LKE
 
LKF
 
LKG
 
LKH
 
LKI
 
LKJ
 
LKK
 
LKL
 
LKM
 
LKN
 
LKO
 
LKP
 
LKQ
 
LKR
 
LKS
 
LKT
 
LKU
 
LKV
 
LKW
 
LKX
 
LKY
 
LKZ

LLA
 
LLB
 
LLC
 
LLD
 
LLE
 
LLF
 
LLG
 
LLH
 
LLI
 
LLJ
 
LLK
 
LLL
 
LLM
 
LLN
 
LLO
 
LLP
 
LLQ
 
LLR
 
LLS
 
LLT
 
LLU
 
LLV
 
LLW
 
LLX
 
LLY
 
LLZ

LMA
 
LMB
 
LMC
 
LMD
 
LME
 
LMF
 
LMG
 
LMH
 
LMI
 
LMJ
 
LMK
 
LML
 
LMM
 
LMN
 
LMO
 
LMP
 
LMQ
 
LMR
 
LMS
 
LMT
 
LMU
 
LMV
 
LMW
 
LMX
 
LMY
 
LMZ

LNA
 
LNB
 
LNC
 
LND
 
LNE
 
LNF
 
LNG
 
LNH
 
LNI
 
LNJ
 
LNK
 
LNL
 
LNM
 
LNN
 
LNO
 
LNP
 
LNQ
 
LNR
 
LNS
 
LNT
 
LNU
 
LNV
 
LNW
 
LNX
 
LNY
 
LNZ

LOA
 
LOB
 
LOC
 
LOD
 
LOE
 
LOF
 
LOG
 
LOH
 
LOI
 
LOJ
 
LOK
 
LOL
 
LOM
 
LON
 
LOO
 
LOP
 
LOQ
 
LOR
 
LOS
 
LOT
 
LOU
 
LOV
 
LOW
 
LOX
 
LOY
 
LOZ

LPA
 
LPB
 
LPC
 
LPD
 
LPE
 
LPF
 
LPG
 
LPH
 
LPI
 
LPJ
 
LPK
 
LPL
 
LPM
 
LPN
 
LPO
 
LPP
 
LPQ
 
LPR
 
LPS
 
LPT
 
LPU
 
LPV
 
LPW
 
LPX
 
LPY
 
LPZ

LQA
 
LQB
 
LQC
 
LQD
 
LQE
 
LQF
 
LQG
 
LQH
 
LQI
 
LQJ
 
LQK
 
LQL
 
LQM
 
LQN
 
LQO
 
LQP
 
LQQ
 
LQR
 
LQS
 
LQT
 
LQU
 
LQV
 
LQW
 
LQX
 
LQY
 
LQZ

LRA
 
LRB
 
LRC
 
LRD
 
LRE
 
LRF
 
LRG
 
LRH
 
LRI
 
LRJ
 
LRK
 
LRL
 
LRM
 
LRN
 
LRO
 
LRP
 
LRQ
 
LRR
 
LRS
 
LRT
 
LRU
 
LRV
 
LRW
 
LRX
 
LRY
 
LRZ

LSA
 
LSB
 
LSC
 
LSD
 
LSE
 
LSF
 
LSG
 
LSH
 
LSI
 
LSJ
 
LSK
 
LSL
 
LSM
 
LSN
 
LSO
 
LSP
 
LSQ
 
LSR
 
LSS
 
LST
 
LSU
 
LSV
 
LSW
 
LSX
 
LSY
 
LSZ

LTA
 
LTB
 
LTC
 
LTD
 
LTE
 
LTF
 
LTG
 
LTH
 
LTI
 
LTJ
 
LTK
 
LTL
 
LTM
 
LTN
 
LTO
 
LTP
 
LTQ
 
LTR
 
LTS
 
LTT
 
LTU
 
LTV
 
LTW
 
LTX
 
LTY
 
LTZ

LUA
 
LUB
 
LUC
 
LUD
 
LUE
 
LUF
 
LUG
 
LUH
 
LUI
 
LUJ
 
LUK
 
LUL
 
LUM
 
LUN
 
LUO
 
LUP
 
LUQ
 
LUR
 
LUS
 
LUT
 
LUU
 
LUV
 
LUW
 
LUX
 
LUY
 
LUZ

LVA
 
LVB
 
LVC
 
LVD
 
LVE
 
LVF
 
LVG
 
LVH
 
LVI
 
LVJ
 
LVK
 
LVL
 
LVM
 
LVN
 
LVO
 
LVP
 
LVQ
 
LVR
 
LVS
 
LVT
 
LVU
 
LVV
 
LVW
 
LVX
 
LVY
 
LVZ

LWA
 
LWB
 
LWC
 
LWD
 
LWE
 
LWF
 
LWG
 
LWH
 
LWI
 
LWJ
 
LWK
 
LWL
 
LWM
 
LWN
 
LWO
 
LWP
 
LWQ
 
LWR
 
LWS
 
LWT
 
LWU
 
LWV
 
LWW
 
LWX
 
LWY
 
LWZ

LXA
 
LXB
 
LXC
 
LXD
 
LXE
 
LXF
 
LXG
 
LXH
 
LXI
 
LXJ
 
LXK
 
LXL
 
LXM
 
LXN
 
LXO
 
LXP
 
LXQ
 
LXR
 
LXS
 
LXT
 
LXU
 
LXV
 
LXW
 
LXX
 
LXY
 
LXZ

LYA
 
LYB
 
LYC
 
LYD
 
LYE
 
LYF
 
LYG
 
LYH
 
LYI
 
LYJ
 
LYK
 
LYL
 
LYM
 
LYN
 
LYO
 
LYP
 
LYQ
 
LYR
 
LYS
 
LYT
 
LYU
 
LYV
 
LYW
 
LYX
 
LYY
 
LYZ

LZA
 
LZB
 
LZC
 
LZD
 
LZE
 
LZF
 
LZG
 
LZH
 
LZI
 
LZJ
 
LZK
 
LZL
 
LZM
 
LZN
 
LZO
 
LZP
 
LZQ
 
LZR
 
LZS
 
LZT
 
LZU
 
LZV
 
LZW
 
LZX
 
LZY
 
LZZ
```

| Cuprins : | Sus - I J K L | - Jos |